# Sawmill Brook (dopływ West River of Pictou)
Sawmill Brook – strumień (brook) w kanadyjskiej prowincji Nowa Szkocja, w hrabstwie Pictou, płynący w kierunku północno-wschodnim i uchodzący do West River of Pictou; nazwa urzędowo zatwierdzona 8 listopada 1948.